# 커티스 마셜
커티스 마셜(영어: Kurtis Marschall, 1997년 4월 25일~)은 오스트레일리아의 육상 선수로 주 종목은 장대높이뛰기이다. 올림픽에 3회(2016, 2020, 2024) 참가했으며 2023년 세계 선수권 대회에서 동메달을 획득했다.